# Zbór kalwiński w Bełżycach
Zbór kalwiński w Bełżycach – istniał w latach 1558–1783 i zaliczał się do najważniejszych ośrodków tego wyznania w I Rzeczypospolitej.
Kościół parafialny w Bełżycach pw. św. Pawła wybudowano w 1417. Właścicielem Bełżyc w XVI w. był Andrzej Bzicki, kasztelan chełmski i senator. Tak jak wielu innych szlachciców na Lubelszczyźnie przyjął on kalwinizm i w 1558 przekształcił bełżycki kościół parafialny w zbór kalwiński, usunął stamtąd plebana i na jego miejsce zatrudnił jako pastora swojego brata Jana, byłego księdza.
Andrzej Bzicki zaczął aktywnie propagować kalwinizm, a nie ufając samej sile przekonywania, nałożył na mieszczan bełżyckich, uchylających się od uczestnictwa w nabożeństwach protestanckich grzywnę 6 groszy (opornym groziło za to więzienie). W szybkim czasie większość mieszkańców Bełżyc została kalwinistami. 
Po bezpotomnej śmierci kasztelana w 1567 Bełżyce stały się własnością rodu Spinków, którzy byli kalwinistami lub braćmi polskimi. W ich czasach pojawili się w mieście bracia polscy, którzy szybko przekonali do swojej wiary większość mieszkańców. 
W 1569 w Bełżycach odbyła się wielka dysputa teologiczna między kalwinistami i braćmi polskimi. Jednak sami bracia polscy ulegli wewnętrznym podziałom, a w Bełżycach istniała silna grupa tzw. judaizantów, którzy głosili skrajny unitarianizm, odrzucając boskość Jezusa. Doniesienia prymasa z 1578 o istnieniu w Bełżycach synodu sekty adamitów oraz informacje jezuitów z 1611, jakoby w mieście istniało aż dziesięć rodzajów „herezji”, można uznać za nieprawdziwe. 
Zbór w Bełżycach, mimo faktu, że Spinkowie przyłączyli się do kościoła braci polskich, pozostawał kalwiński. Pozostał własnością tego wyznania także po roku 1599, gdy Bełżyce kupił, znany z tolerancji arianin Paweł Orzechowski (1550–1612) podkomorzy chełmski. Był on posłem na Sejm, gdzie bronił praw innowierców. Jego syn, Paweł Młodszy przeszedł na kalwinizm i odtąd patronowali mu dziedzice kalwiniści: Paweł Bogusław Orzechowski i Teodor Konstanty Orzechowski, a następnie jego żona córka i rodzina Golczów.
W 1633, gdy po tumulcie w Lublinie (za który niesłusznie obwiniono kalwinistów), zbór lubelski przeniesiono do Bełżyc w obawie przed napaściami. Od 1618 do 1644 istniała przy zborze słynna szkoła kalwińska prowincji małopolskiej. W 1644 budynek zboru zwrócono katolikom i do dzisiaj istnieje w nim Parafia Nawrócenia św. Pawła Apostoła w Bełżycach. Patroni wybudowali wówczas nowy, drewniany zbór dla reformowanych.
Ostatecznie zbór w Bełżycach istniał do końca XVIII w., kiedy to po pożarze kościoła (1783) i wygaśnięciu rodziny ewangelickich patronów (1817) przestał istnieć.